# Wright-Patterson Air Force Base
Pour les articles homonymes, voir FFO.

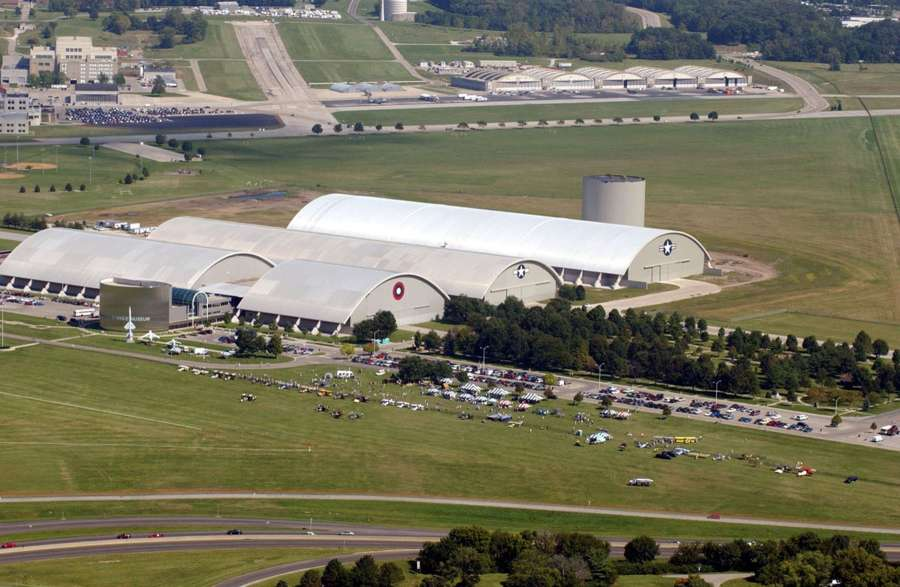
Le Musée national de l'U.S. Air Force.

La Wright-Patterson Air Force Base ou base aérienne Wright-Patterson (code IATA : FFO • code OACI : KFFO) est une base de l'United States Air Force située sur les comtés de Greene et de Montgomery, dans l'Ohio, à 13 km au nord-est de la ville de Dayton. La base est nommée d'après les frères Wright, qui utilisèrent la Huffman Prairie, une partie de l'actuelle base, comme terrain d'essai et de Frank Stuart Patterson, fils et neveu des cofondateurs de National Cash Register, qui se tua le 19 juin 1918 dans l'écrasement de son Airco DH.4 à Wilbur Wright Field.
Wright-Patterson AFB est le quartier général de l'Air Force Materiel Command, un des principaux commandements de l'US Air Force, d'un important hôpital militaire, de l'Air Force Institute of Technology et du National Museum of the United States Air Force, communément connu sous le nom d'U.S. Air Force Museum.
La base abrite la 445e escadre de transport de l'Air Force Reserve Command, une unité de l'Air Mobility Command qui opère les avions de transport lourds C-5 Galaxy. Wright-Patterson abrite également les quartiers généraux de l'Aeronautical Systems Center et de l'Air Force Research Laboratory.

## Unités basées sur Wright-Patterson
- 88th Security Forces Squadron
- 77th Aeronautical Systems Wing
- 88th Air Base Wing
- National Air and Space Intelligence Center
- 303d Aeronautical Systems Wing
- 312th Aeronautical Systems Wing
- 326th Aeronautical Systems Wing
- 445th Airlift Wing
- 478th Aeronautical Systems Wing
- 516th Aeronautical Systems Wing
- Aeronautical Systems Center
- Air Force Institute of Technology
- Air Force Research Laboratory, communément appelé Wright Labs

## Histoire
Outre son histoire militaire, la base fut le lieu des négociations des accords de Dayton en novembre 1995 (les accords furent formellement signés plus tard à Paris), accords de paix qui mirent fin à trois ans et demi de guerre en Bosnie.
C'est sur cette base que fut rapatrié pour analyses le ballon-sonde qui s'est écrasé près de Roswell en 1947. Ce ballon-sonde faisait partie du très secret "projet Mogul", en ce début de guerre froide. Il consistait en l'envoi de sondes pour espionner les potentiels essais nucléaires de l'URSS. Les militaires de Roswell n'étant pas au courant du projet, les légendes et théories du complot créèrent "l' Affaire de Roswell "...

## Dans la fiction
- La base est longuement évoquée dans Vers les étoiles (2018), roman de Mary Robinette Kowal exposant notamment l'impact d'une météorite sur la côte Est des États-Unis en 1952 et ses conséquences sur la conquête de l'espace.